# Bírdžand
Bírdžand (persky شهر بیرجند‎) je město ve východním Íránu a správní město provincie Jižní Chorásán. Podle posledního sčítání v roce 2006 žije ve městě 158 848 obyvatel. Město má suché klima s významným rozdílem mezi nočními a denními teplotami.